# Марті Юлій
Марті Юлій Юлійович— (24 лютого 1906 — 30 квітня 1980) — іхтіолог, доктор біологічних наук (1954), професор, лауреат Державної премії СРСР (1948), дослідник біології і промислу морських і прісноводних риб басейнів Атлантичного і Тихого океанів.

## Навчання
Народився м. Керч Кримської області. Закінчив рибогосподарський факультет Тимирязевської сільськогосподарської академії (1929).

## Діяльність
З 1921 року працював у рибній промисловості: рибалка, спостерігач наукової іхтіологічної станції, заступник директора Азово-Чорноморського НДІ, технічний керівник Кримського рибтресту.
У 1922—1923 роках брав участь в Азово-Чорноморської експедиції під керівництвом Н. М. Книповича. У 1937—1956 — в ПІНРО в лабораторії оселедця, яку очолював протягом 15 років.
Один з організаторів океанічного оселедцевого рибальства на Півночі. У 1939 році під керівництвом Ю.Марті на НДС «Микола Книпович» в районі архіпелагу Шпіцберген були відкриті скупчення великої масси оселедця, що отримали назву «полярний залом». Ініціатор розширення рибогосподарських досліджень ПІНРО у відкритому океані. З 1956 роуці працював у ВНІРО та в Інституті океанології АН СРСР.

## Науковець
Ю.Марті ініціював створення нових науково-дослідних суден. У 1964—1965 рр. очолював першу радянську рибогосподарську антарктичну експедицію на НДС «Академік Книпович».
Автор понад 150 наукових робіт, в тому числі монографій:
- «Основні етапи життєвого циклу атлантично-скандинавських оселедців» (1956);
- «Міграції морських риб» (1980).

## Увіковічнення пам'яті
Іменем Ю.Марті названо науково-дослідне судно ПІНРО (МІ-0776 «Професор Марті»).